# Anodorhynchus
Anodorhynchus es un género de aves psitaciformes sudamericanas de la familia Psittacidae compuesto por tres especies de guacamayos de gran tamaño.

## Especies
| Nombre científico          | Nombre común                         | Imagen | Distribución                            |
| -------------------------- | ------------------------------------ | ------ | --------------------------------------- |
| Anodorhynchus hyacinthinus | Guacamayo jacinto o guacamayo azul   |        | América del Sur                         |
| Anodorhynchus leari        | Guacamayo de Lear o guacamayo índigo |        | Brasil                                  |
| Anodorhynchus glaucus      | Guacamayo glauco                     |        | América del Sur (probablemente extinto) |